# Ukon Tokutaro
{{nihongo|
Ukon Tokutaro (23 tháng 9 năm 1913 - 1944) là một cầu thủ bóng đá người Nhật Bản.

## Đội tuyển bóng đá quốc gia Nhật Bản
Ukon Tokutaro thi đấu cho ĐTQG Nhật từ năm 1934 đến 1940.

## Thống kê sự nghiệp
| Đội tuyển bóng đá Nhật Bản | Đội tuyển bóng đá Nhật Bản | Đội tuyển bóng đá Nhật Bản |
| Năm                        | Trận                       | Bàn                        |
| -------------------------- | -------------------------- | -------------------------- |
| 1934                       | 2                          | 0                          |
| 1935                       | 0                          | 0                          |
| 1936                       | 2                          | 1                          |
| 1937                       | 0                          | 0                          |
| 1938                       | 0                          | 0                          |
| 1939                       | 0                          | 0                          |
| 1940                       | 1                          | 0                          |
| Tổng cộng                  | 5                          | 1                          |